# Rennweg (Innsbruck)
Der Rennweg ist eine rund 1,5 km lange Straße in Innsbruck, die von der Altstadt Richtung Nordosten parallel zum Inn verläuft.

## Verlauf und Gestaltung
Der Rennweg beginnt beim Franziskanerbogen zwischen Hofkirche und Hofburg als Fortsetzung des Burggrabens Richtung Norden (⊙). Zwischen der Hofburg auf der westlichen und den Stadtsälen und dem Landestheater auf der östlichen Seite ist er platzartig erweitert, hier befindet sich der Leopoldsbrunnen. Anschließend verläuft er zwischen Hofgarten und Englischem Garten, nach deren Ende parallel zum Inn weiter in nordöstlicher Richtung bis zur Mühlauer Brücke (⊙). Über weite Strecken ist eine, zum Teil auch beide, Straßenseiten mit Bäumen bestanden.
Aufgrund der Straßenführung nahe dem Inn zweigen Seitenstraßen fast nur nach Osten ab, stadtauswärts sind das die Universitätsstraße, Karl-Kapferer-Straße, Tschurtschenthalerstraße, Karl-Schönherr-Straße, Kaiserjägerstraße, Schumannstraße, Falkstraße und Erzherzog-Eugen-Straße. Nach Westen führen lediglich die Herrengasse am Rand der Altstadt zur Herzog-Otto-Straße, die am Innufer entlangführende Herzog-Otto-Straße und der kurze Anni-Kraus-Weg zum Hans-Psenner-Steg.

## Geschichte

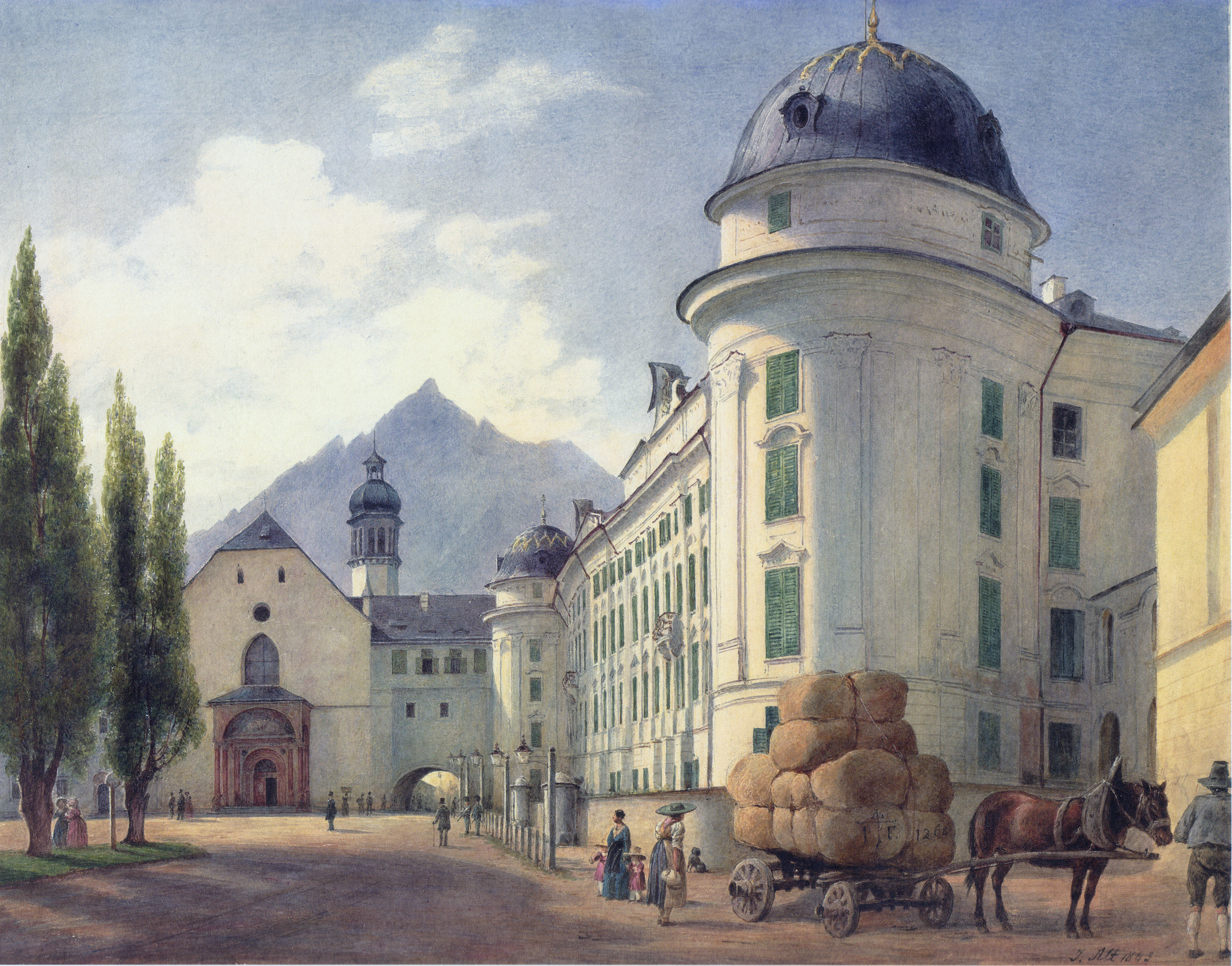
Jakob Alt: Hofburg und Franziskanerkirche in Innsbruck, 1845

Der Bereich hinter der mittelalterlichen Burg (dem Vorgängerbau der Hofburg) lag ursprünglich außerhalb der Stadt und diente als Viehweide und Ablagerungsplatz für die Abfälle der Stadt und des landesfürstlichen Hofes. Erzherzog Ferdinand II., Tiroler Landesfürst von 1564 bis 1595, ließ ihn sanieren und auf ihm Turniere und andere Festlichkeiten veranstalten. Vom Rennen und Stechen der Turniere erhielt der Platz seinen ersten Namen Rennplatz.
Auch spätere Landesfürsten wie Erzherzog Leopold V., Claudia de’ Medici und Ferdinand Karl nutzten den Platz für prunkvolle Hoffeste und ließen 1628–1630 das erste Komödienhaus (die heutige Dogana) und auf der anderen Straßenseite 1652–1654 das Hoftheater (Vorgänger des heutigen Landestheaters) errichten. Kaiserin Maria Theresia ließ ab 1754 die barocke Hofburg mit der Schaufassade zum Rennweg erbauen und die zum Teil heute noch bestehende Silberpappel-Allee anlegen.
Ab 1587 wurde auf dem Rennplatz der aus der Herzog-Friedrich-Straße verlegte Wochenmarkt abgehalten, bis er 1679 an den Innrain verlegt wurde. Im 18. Jahrhundert wurde der anfangs nur bis auf die Höhe des Hofgartens reichende Straßenzug weiter nach Norden verlängert.
1934 wurde der südlichste Abschnitt zwischen Franziskanerbogen und Herrengasse nach dem ermordeten Bundeskanzler Engelbert Dollfuß in Dollfußplatz umbenannt, von 1938 bis 1945 trug er den Namen Adolf-Hitler-Platz. Der nördliche Abschnitt etwa ab dem Löwenhaus hieß ursprünglich Ferdinandsallee.

## Verkehr
Der Rennweg ist eine wichtige Verkehrsachse von der Innenstadt Richtung Osten (Mühlau, Hall in Tirol), die auch von mehreren innerstädtischen wie regionalen Buslinien durchfahren wird. Von der Einmündung der Herzog-Otto-Straße bis zur Mühlauer Brücke ist er Teil der Tiroler Straße (B 171). Von 1891 bis 1939 verkehrte auf dem Rennweg die Lokalbahn Innsbruck–Hall in Tirol. Seit 2007 verläuft die neue Hungerburgbahn vom Kongresshaus bis zum Löwenhaus unterirdisch unter dem Rennweg.

## Bauten

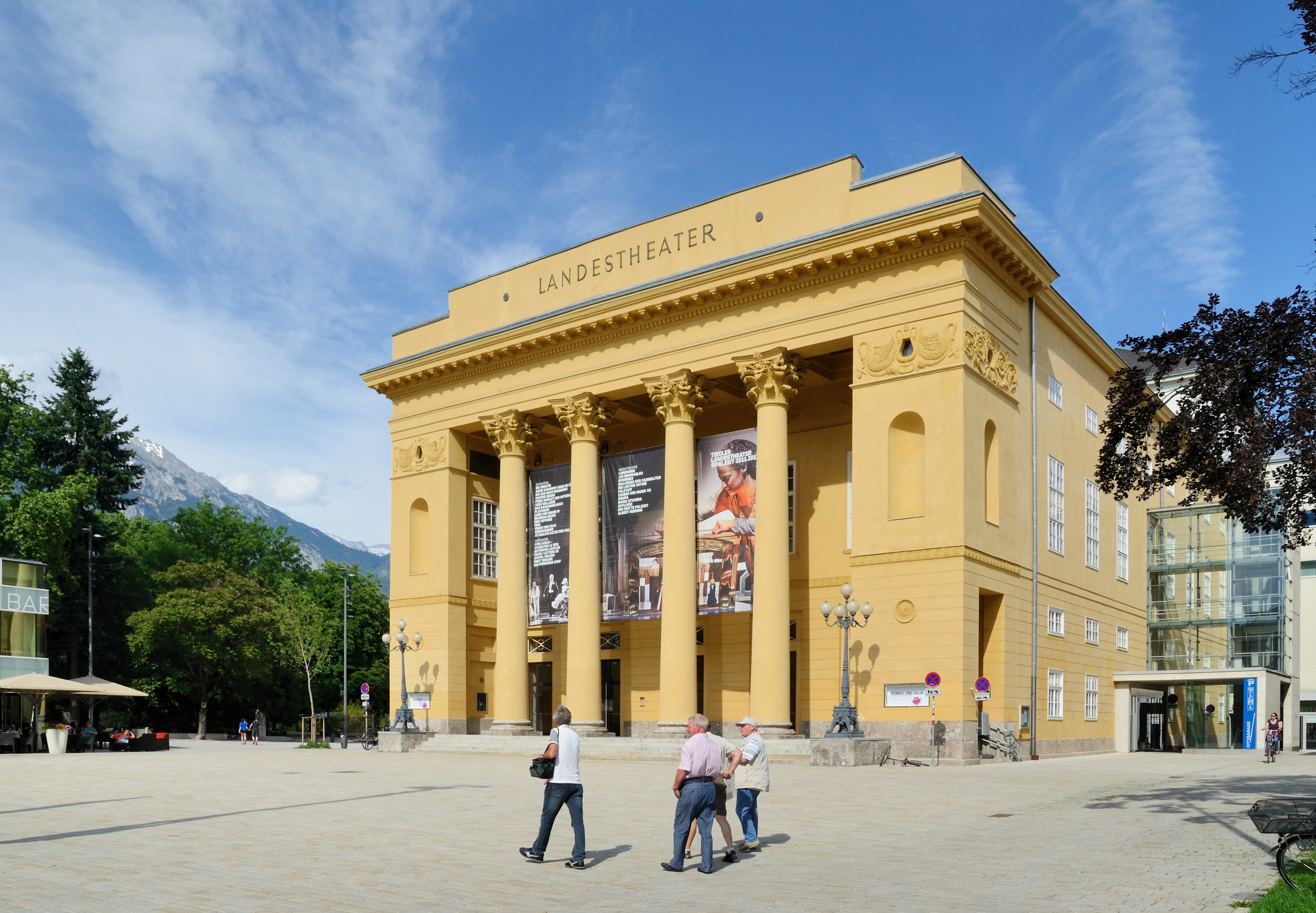
Landestheater

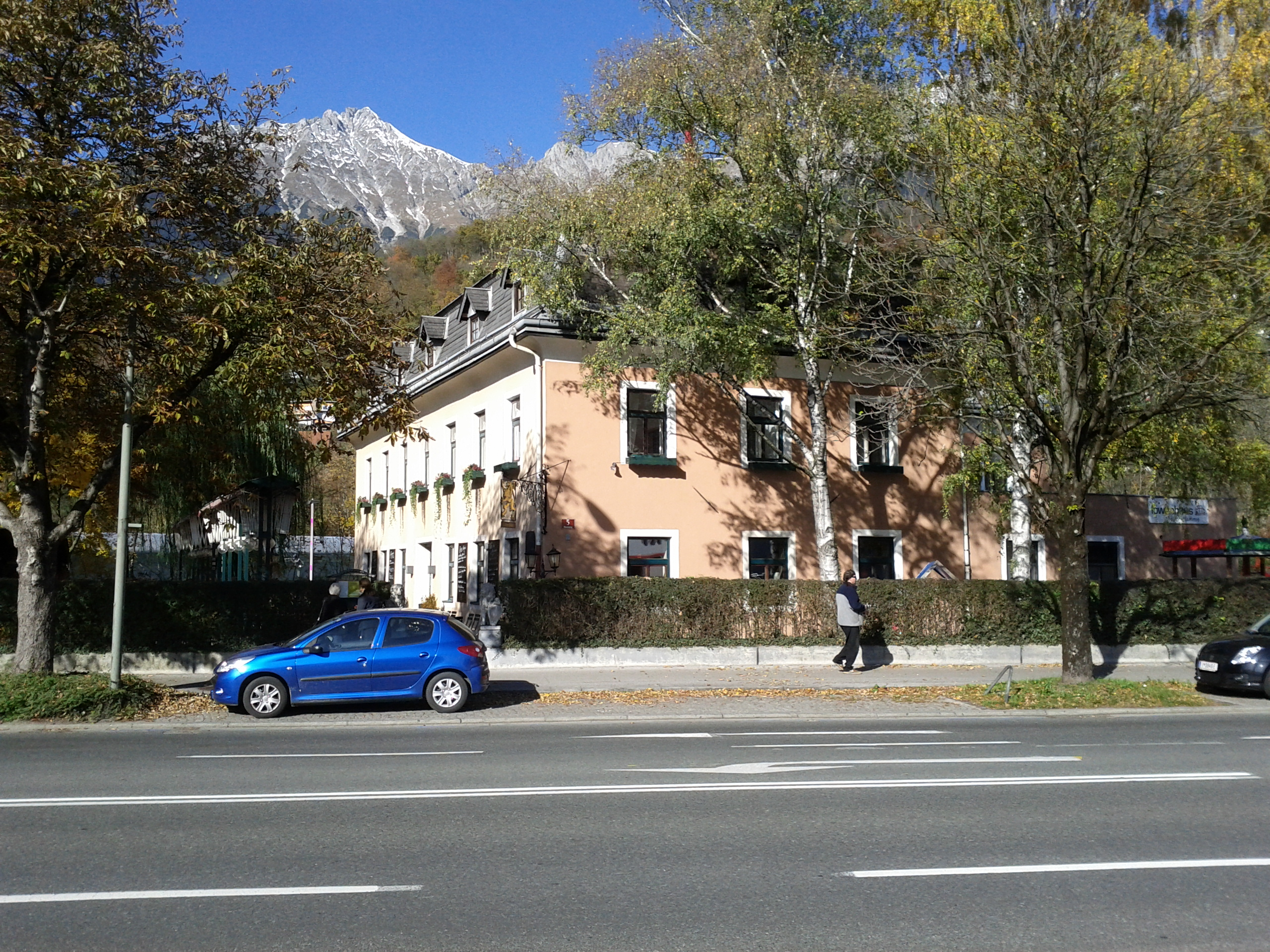
Gasthaus Löwenhaus

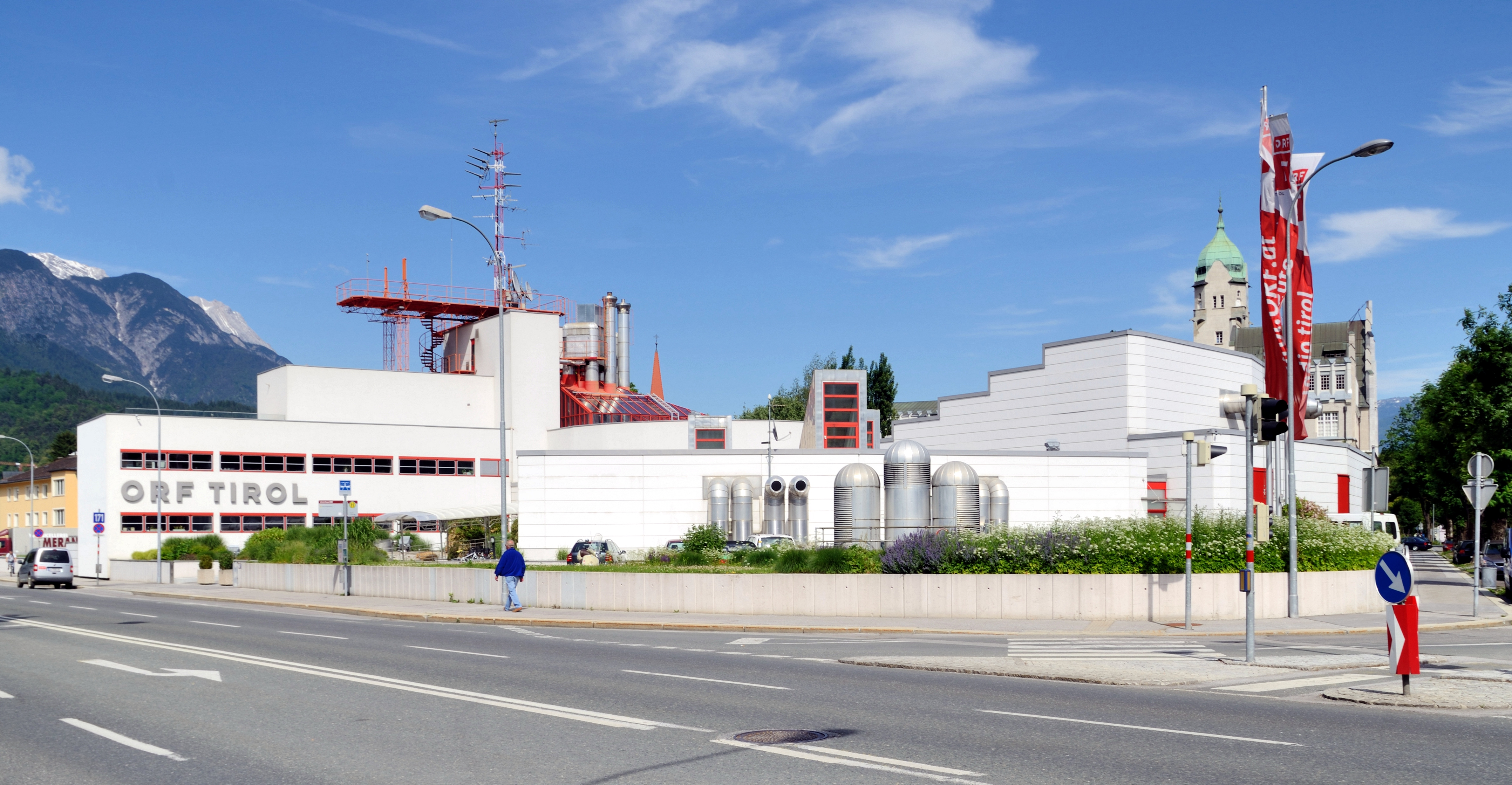
ORF-Landesstudio

Insbesondere im südlichsten Abschnitt wird der Rennweg von historisch und kulturell bedeutenden Bauwerken und Anlagen gesäumt, die bis ins 16. Jahrhundert zurückgehen. Weiter stadtauswärts führt er durch den ab Ende des 19. Jahrhunderts locker bebauten Villensaggen.
- Hofburg (Nr. 1): Anstelle der spätmittelalterlichen Burg der Landesfürsten ließ Maria Theresia die heutige monumentale Barockresidenz erbauen.
- Tiroler Landestheater (Nr. 2–6): Der spätklassizistische Monumentalbau wurde 1844–1846 an der Stelle der 1652–1654 errichteten Hofoper neu gebaut.
- Kongresshaus (Nr. 3): Die an der Stelle zweier Ballhäuser aus dem 16. Jahrhundert 1628–1630 als Hoftheater erbaute Dogana wurde im Zweiten Weltkrieg zerstört. 1973 wurde an dieser Stelle unter Einbeziehung der erhaltenen Umfassungsmauern das Kongresshaus gebaut.
- Gasthaus Löwenhaus (Nr. 5): Das im 16. Jahrhundert als Tierhaus mit Löwenzwinger errichtete Gebäude diente später als Sommerpalast und Gasthaus.
- Ansitz Löwenhaus (Nr. 9): Das Gebäude wurde im 16. Jahrhundert als Lusthaus im ehemaligen Fasanengarten errichtet.
- ORF-Landesstudio Tirol (Nr. 14): Das 1972 eröffnete Gebäude wurde nach dem Grundmuster aller ORF-Landesstudios von Gustav Peichl entworfen
- Villa Holzmann (Nr. 27): 1936 von Franz Baumann entworfene Villa, die 1956 ebenfalls nach Plänen von Baumann zu einem Bürogebäude umgebaut wurde
- Villa Spängler (Nr. 30): 1906 in der Art eines kleinen Landschlösschens mit gotisierenden Formen erbaut
- Riesenrundgemälde (Nr. 39): Das 1907 erbaute zwölfeckige Gebäude beherbergte bis 2010 das 1895 von Michael Zeno Diemer geschaffene Panorama der dritten Schlacht am Bergisel
- Kloster der Barmherzigen Schwestern mit Katholischem Oberstufenrealgymnasium Kettenbrücke (Nr. 40): Der ab 1862 erbaute dreiflügelige Klosterkomplex wird von mehreren Wirtschafts- und Schulgebäuden sowie dem Internat- und Exerzitienhaus umgeben
- alte Hungerburgbahn-Talstation (Nr. 41): Die 1906 eröffnete Talstation der alten Hungerburgbahn ist seit Stilllegung der Bahn 2005 funktionslos.